# Assertivitat
L'assertivitat és la capacitat d'autoafirmar els drets d'un mateix, sense deixar-se manipular i sense manipular els altres. Ser assertiu consisteix a ser capaç de proposar i defensar un argument, una reclamació o una postura amb un capteniment de confiança en hom mateix; encara que contradigui el que diuen altres persones, el que fa tothom, o el que se suposa que és correcte. És una habilitat comunicativa, molt emprada en la psicologia i que s'ha aplicat a tota mena de camps, inclosa la política.
Com a estil comunicatiu, els comunicadors assertius es distingeixen dels passius i dels agressius. Els comunicadors passius no defensen els seus propis límits o drets, permetent que els comunicadors agressius els influenciïn i acabin per acceptar o creure allò que el comunicador agressiu els diu. Els comunicadors agressius no respecten els límits dels altres i proven d'influenciar-los amb l'objectiu que acabin per defensar les postures d'aquests primers. Al contrari, els comunicadors assertius no tenen por de defensar les seves opinions o provar d'influenciar altri, però sempre respectant-ne els límits i procurant d'aprendre de les opinions dels altres, encara que en principi siguin oposades a les seves. Els assertius també són capaços de defensar-se davant l'intent d'invasió comunicativa que fan els comunicadors agressius. Cal dir, tanmateix, que un ésser humà pot comportar-se amb persones diferents usant qualsevol d'aquests comportaments.

## Comunicació submisa
La persona amb una conducta submisa no defensa els seus drets i interessos personals. Té respecte pels altres però no cap a si mateixa. Solen parlar amb veu baixa, parla poc fluida, fugen del contacte ocular, presenten onicofàgia, i solen fer queixes freqüents a tercers del tipus que la gent no l'entén, que és egoista o que se n'aprofiten. El seu pensament se sol relacionar amb persones sacrificades per evitar les ofenses o el malestar dels altres, pensaments relacionats amb donar importància tan sols al pensament dels altres i no al seu. Les seves emocions i sentiments es caracteritzen per molta energia mental i poca d'externa, baixa autoestima, etc. Normalment, les persones amb una conducta submisa solen tenir problemes de pèrdua de l'autoestima, de l'estima dels altres i de falta de respecte dels altres. Sovint somatitza la tensió que viu, i d'altres vegades té explosions desmesurades fruit de la tensió acumulada.

## Comunicació assertiva
Les persones assertives mantenen un estil on no van a guanyar ni a perdre, si no a arribar a un acord. El seu comportament extern sol transmetre una parla fluida, sense bloquejos ni paraules repetides, un estil no intimidatori, relaxat, etc. Expressa sentiments, defensa sense agredir, té capacitat per discrepar obertament, de demanar aclariments, de dir que no i saber acceptar errors.

### Components de l'assertivitat
Una persona assertiva presenta:
- Patrons de pensament: Coneixen i creuen en els seus drets i en els drets dels altres. Les seves conviccions són gairebé sempre racionals.
- Sentiments i emocions: Bona autoestima, no se senten superiors ni inferiors, estan satisfets de les seves relacions i es respecten a ells mateixos. Mostren sensació de control emocional
- Conseqüències de la conductiva assertiva: Frenen o desmarquen els atacs, aclareixen errors, mostren sensació de respecte i valoració per part dels altres, solen ser considerats com a bones persones però que no es deixen influenciar.

## Comunicació agressiva
És la que manifesta la persona que defensa en excés els seus drets i interessos personals sense tenir en compte els altres. Solen comportar-se parlant amb un volum de veu elevat, una parla poc fluida, taxativa, interrompin als altres, postura tensa fins i tot envaint l'espai de l'altre i amb tendència a contraatacar. El seu patró de pensament és egocèntric i s'autoasseguren que si no són així es tornen vulnerables. Ho situen tot en termes de guanyar o perdre. Presenten ansietat creixent, baixa autoestima i com a conseqüència la gent els mostra rebuig o fuig d'ells, normalment caient en un cercle viciós, ja que forcen els altres a ser cada vegada més hostils.

## Comunicació passiva-agressiva
És la persona callada i submisa en el seu comportament extern però amb grans dosis de ressentiment en els seus pensaments i creences. Usen amb freqüència la manipulació i el xantatge afectiu per aconseguir que se'ls tingui en compte. Òbviament això es deu a la falta d'habilitat per afrontar les situacions d'una altra manera.

## Formes típiques de resposta no assertiva
- Bloqueig: Conseqüència d'un estat emocional alterat i símptoma d'ansietat. Aquesta forma de resposta sol generar més ansietat i és viscuda com quelcom imbatible.
- Sobreadaptació: El subjecte respon segons el que creu que l'altre vol sentir.
- Ansietat
- Agressivitat

## Instauració d'un estil assertiu de comunicació
Podríem parlar de 4 fases:
- 1a: Formulació del problema
- 2a: Recollida d'informació: tant cognitiva, motora com emocional.
- 3a i 4a: Analitzar i actuar: un cop analitzada la informació podem entrenar amb tècniques assertives, les quals podríem englobar en tècniques de reestructuració cognitiva, entrenament en habilitats socials i tècniques de reducció de l'ansietat.

## Tècniques d'assertivitat
L'assertivitat es pot assolir per diferents tècniques, que molt sovint es barregen en la comunicació interpersonal per tal d'aconseguir els objectius plantejats.
El disc ratllat. Com el seu nom indica consisteix a parlar com un disc ratllat, repetint una vegada i una altra allò que hom vol dir. Per exemple, la persona assertiva es limita a repetir davant el ventall de propostes que li presenta un venedor a "porta freda" que allò que li ofereix "no m'interessa". En altres casos la frase assertiva consisteix a dir "entenc el que em dius, però ....". L'objectiu final és que la persona manipuladora es convenci que no aconseguirà el seu propòsit. És una tècnica bàsica de comunicació assertiva fonamentada en la tenacitat. Pot semblar una forma molt mecànica de comunicar-se, però és efectiva en situacions que hi ha tensió i quan hom vol mantenir-se ferm.
Compromís viable i autorevelació. Aquesta tècnica pretén aconseguir que les dues persones obtinguin part del que volen i arribin a un compromís viable partint de l'autorevelació, és a dir, de proporcionar informació del que hom sent i pensa amb la fita de facilitar el diàleg. L'única limitació pràctica per arribar a un compromís és el respecte als propis valors. Quan hom creu que la seva opinió o actitud és correcta, cedir i arribar a un compromís viable no és un acte d'assertivitat sinó d'abandonament del propis objectius.
Asserció negativa. Té com a objectiu enfrontar els propis errors quan s'han comès i les crítiques que aquests generen. Es tracta d'anar més enllà que la fórmula o l'hàbit de dir "ho sento" o "perdona" i emprar frases del tipus: "no hauria d'haver fet això, ha estat una falta de consideració per la meva part", "em sap greu haver ...", "té tota la raó i de veritat que ho sento. Sense adonar-me m'he distret i no he entès ..."
El banc de boira. És una tècnica que s'utilitza quan algú fa una crítica que intenta manipular. En aquest cas, la persona assertiva no està d'acord amb la crítica i no vol demostrar que el que pensa és el més correcte. El banc de boira funciona bé perquè fa tres accions importants: redueix el sentiment d'angoixa o de culpa que es produeix quan una persona és criticada; redueix la quantitat de crítiques perquè la persona que les fa s'adona que no són gens efectives; i redueix el conflicte perquè no es produeix un enfrontament car la persona assertiva no pretén demostrar que l'altre s'equivoca. Aquesta tècnica empra els arguments de la persona que critica, però sense que intervingui un sentiment de confrontació, perquè s'utilitzen frases del tipus: "és possible", "potser tens raó", "segur que a tu t'ho sembla", "segur que a tu et fa aquesta sensació"...
Interrogació negativa. Tècnica pensada per a fer front als judicis que fan els altres d'un mateix mitjançant obligar a la persona critica a explicar la seva opinió, i deixar clar que no serà acceptada perquè sí. Davant les afirmacions de l'altra persona, la persona assertiva respon preguntant: "que té de dolent, de rar, d'estúpid, de ..."

## Conseqüències de l'assertivitat
Fanny Marlen López Vera investigà el cas on s'aplicà una campanya per a incrementar l'assertivitat en els empleats d'una empresa fent que augmentara la satisfacció dels empleats respecte l'ambient a l'organització.